# 山衛坪站
山衛坪站（：／ Sanwip'yŏng yŏk */?）曾为朝鲜铁路三池渊线上的一个车站，位于两江道普天郡，废止时间不明。